# Partij voor het Noorden
Die Partij voor het Noorden (deutsch Partei für den Norden), kurz PvhN, ist eine politische Partei in den Niederlanden. Sie tritt als Vertreterin der Interessen der Provinzen Groningen, Drenthe und Fryslân auf. Sitz der Parteizentrale ist Groningen. 
Seit den Wahlen vom 7. März 2007 hat die PvhN einen Sitz im Regionalparlament der Provinz Groningen, seit der Wahl des Regionalparlamentes der Provinz Groningen am 20. März 2019 zwei Sitze. Die Partei ist in der Ersten Kammer des Parlaments an die Onafhankelijke Politiek Nederland angeschlossen, die dort einen Sitz innehat.

## Ziele
Die PvhN strebt die Vereinigung der drei nördlichen Provinzen der Niederlande an. Außerdem will die Partei erreichen, dass die dortigen Erträge aus der Erdgasgewinnung direkt der Region zugutekommen. Auch wird eine grenzübergreifende Zusammenarbeit mit den Regionen Ost-Friesland und Emsland auf deutscher Seite angestrebt.

## Wahlen
Im Jahr 2004 nahm die PvhN an der Europawahl 2004 teil, konnte allerdings mit landesweit 0,4 Prozent nicht genug Stimmen für einen Sitz auf sich vereinen. Im Norden der Niederlande waren die Stimmanteile mit bis zu fünf Prozent deutlich höher. Bei der Wahl zum Gemeinderat der Stadt Groningen 2022 erreichte sie 4,1 % der Stimmen.

## Weblink
- Offizielle Website (niederländisch)